# Symfonie nr. 3 (Gram)
Peder Gram componeerde zijn Symfonie nr. 3 in 1954 toen zijn muzikale carrière er eigenlijk al op zat. Hij voltooide het werk op 16 juli 1954. Het werk begon als een afscheidscadeau van het Deens Radio Symfonieorkest; hij kreeg een geheel witte partituur, waarmee het orkest aangaf dat zij het op prijs stelde dat hij zijn werk als componist weer opnam. Dat was een beetje in de verdrukking gekomen tijdens zijn werkzaamheden binnen diverse muziekorganisaties in Denemarken. Zoals hijzelf al aangaf past de symfonie eigenlijk niet in de klassieke muziek van de 20e eeuw; het is meer gebaseerd op de romantiek met hier en daar wat aanpassingen naar de moderne muziek.
Het werk is geschreven in de min of meer klassieke driedelige opzet van een symfonie; een eerste deel in de sonatevorm; het tweede deel het scherzo en het derde deel een terugkomst en verwerking van beide delen. Opvallend in het laatste deel is de ondersteuning van een melodie door een xylofoon; een vrij ongebruikelijk slaginstrument, zeker gezien het traditionele beeld dat de symfonie geeft.
Gram verzorgde in 1955 zelf de première in Kopenhagen.

## Delen
1. Moderato e poco maestoso
2. Adagio (intermezzo)
3. Allegro marciale

## Bron en discografie
- Uitgave Dacapo; het Symfonieorkest van Zuid-Jutland o.l.v. Matthias Aeschbacher